# PDFCreator
PDFCreator je svobodná aplikace s otevřeným zdrojovým kódem, která vytváří PDF soubory z kteréhokoliv dokumentu, který dokážeme vytisknout v systému Windows. Pomocí programu PDFCreator se dají vytvářet PDF soubory a soubory ve formátech PostScript a Encapsulated PostScript, vytvořit z dokumentu obrázky, sloučit dokumenty a spoustu dalších věcí.

## Hlavní funkce
- Vytváří PDF soubory z kteréhokoliv programu, který dokáže tisknout v systému Windows.
- Vytváří dokumenty v následujících formátech: Portable Document Format (PDF, PDF / A, PDF / X), PNG, JPEG, BMP, PCX, TIFF, Postscript (PS), Encapsulated PostScript (EPS), Text, Adobe Photoshop (PSD), PCL, RAW a SVG (experimentální).
- Sloučí několik dokumentů do jednoho PDF souboru.
- PDF dokumenty chrání heslem a 128bitovým šifrováním.
- Automaticky ukládá PDF dokumenty pomocí aktuálního nastavení, aniž by ho pokaždé žádal
- Umožňuje dokumenty automaticky připojit do e-mailu
- Bez problémů funguje i na terminálovém serveru

## Problémová nástrojová lišta do prohlížeče
Součástí instalačního balíčku je i nástrojová lišta, kterou některé programy vyhodnocují jako špionážní software. Tato lišta změní výchozí vyhledávač, stránku pro novou kartu a stránky Chyba DNS a Chyba 404. Instalace lišty se však dá při instalaci vypnout, stejně tak je ji možné kdykoliv odinstalovat z prohlížeče.